# PlayStation VR
PlayStation VR (рабочее название Project Morpheus) — шлем виртуальной реальности, разработанный Sony Interactive Entertainment. Был выпущен 13 октября 2016 года. Рассчитан на совместную работу с игровой приставкой PlayStation 4 и PlayStation 5. Управление в играх и приложениях виртуальной реальности осуществляется с помощью контроллера DualShock 4 или PlayStation Move. Движение головы в шлеме отслеживается с помощью PlayStation Camera.
По состоянию на 19 февраля 2017 года было продано 915 000 единиц PlayStation VR. К началу декабря 2017 года продажи достигли 2 млн единиц.

## История

### Презентация прототипа
Первая информация о том, что компания Sony возможно работает над созданием собственного шлема виртуальной реальности, появилась в сентябре 2013 года (соответствующие патенты компании были обнаружены в ноябре того же года). Презентация ожидалась в марте 2014 года на выставке GDC, что и произошло — 18 марта 2014 года Sony анонсировала своё решение виртуальной реальности под названием Project Morpheus VR. Представитель компании заметил, что Project Morpheus в том состоянии, в котором он представлен на GDC, является не конечным решением, а промежуточным начальным этапом в разработке шлема виртуальной реальности. Создатели Project Morpheus сообщили, что компания начала работу над этим проектом в 2010 году и с тех пор постоянно работает над улучшением показателей шлема.
Компания ожидает, что созданный в итоге шлем изменит будущее игр и того, как люди в них играют, и со своей стороны обещает постараться установить стоимость финального решения как можно более низкую. Так же высказана уверенность в том, что факт возможности работы шлема с PlayStation 4, конфигурация которой постоянна, а не меняется каждый год, как это происходит с PC, под который работает Oculus Rift, например, только положительно скажется на результате — он будет с каждым годом всё лучше и лучше, как игры для PS3, которые по мере освоения разработчиками платформы становились лучше.
На выставке GDC для участников были доступны работающие прототипы Project Morpheus и журналисты, попробовавшие решение в действии, лестно отозвались о нём и сообщили о положительных впечатлениях от направления, в котором движется Sony со своим проектом. Отдельно отмечено, что с самого начала Sony активно работает с разработчиками, создавая комфортные условия для ознакомления и работы с устройством. Для конечных же пользователей среди положительных моментов названы: удобство прототипа, минимальное влияние на глаза (попробовавшие прототип устройства журналисты сообщают, что глаза не устают от длительного использования устройства). Среди недоработок выделено, что качество изображения у Project Morpheus несколько хуже чем у Oculus Rift и у последнего уровень погружения в виртуальную реальность пока выше.
Сами же создатели Oculus Rift тоже положительно отозвались о проекте Sony (компании демонстрировали друг другу ранние прототипы своих решений для виртуальной реальности), сказав, что подобная поддержка виртуальной реальности от столь крупной компании поможет двигаться данному направлению, которое сейчас недостаточно развито и поддерживается, вперёд. Технические характеристики решения высоко оценены представителями Oculus Rift (хотя своё решение они считают более открытым для разработчиков, чем решение от Sony), вопрос для них только остаётся за тем, насколько активно Sony будет поддерживать своё конечное коммерческое решение. В качестве негативного примера был приведён контроллер PS Move, который был создан в качестве ответа Wii и Kinect и в итоге получил (и получает) от Sony недостаточную поддержку в плане собственных игровых продуктов. Но некоторые аналитики со скептицизмом отнеслись к новому продукту Sony, так как, по их мнению, рынок виртуальной реальности очень и очень мал, заработать какие-либо существенные деньги на нём при наличии нескольких игроков будет сложно. Продажи 1 млн шлемов для проекта Oculus Rift будет огромным успехом во всех смыслах (и в денежном плане), в то время как для Sony 1 млн проданных шлемов — это капля в море в плане финансовых показателей (заявление сделано до того, как Facebook приобрел Oculus Rift).
Создателями игры EVE: Valkyrie заявлена поддержка Project Morpheus в версии игры для PS4, а виртуальная реальность названа уже отдельным сформировавшимся движением в сфере развлечений. А разработчики игры EverQuest Next высказали большую заинтересованность в проекте, хоть их игра и создаётся пока только для платформы PC.
Представители компании заявили, что коммерческий релиз продукта точно не произойдёт в 2014 году.
После окончания выставки GDC видео запись презентации Project Morpheus выложена в сеть Интернет для общего доступа.

### Развитие проекта
После презентации прототипа представитель Sony заявил, что направление виртуальной реальности сейчас находит больше поддержки и заинтересованности среди независимых разработчиков, а не среди больших издателей. Приобретение же Oculus Rift компанией Facebook было оценено Sony как признание виртуальной реальности и возможность донести до большего количества людей информацию о том, что такое направление существует. Создатели же Oculus Rift считают, что через пару десятков лет шлемы (устройства) виртуальной реальности станут обычным компонентом компьютера/игровой приставки.
В 2014 году компания продолжает работать над развитием проекта: подаются новые заявки на патенты различных технологий, которые планируется использовать в Project Morpheus.
В начале июня 2014 года Project Morpheus демонстрируется в передаче Saturday Night Live с Джимми Фэллоном. Это связывают с тем, что спустя несколько дней после эфира передачи начинается выставка E3, на которой ожидается, что Sony раскроет приблизительную дату выхода виртуального шлема в продажу. В итоге, в ходе выставки никаких новых данных о Project Morpheus раскрыто не было, но в начале июля 2014 года руководитель компании заявляет, что этот проект для Sony не просто эксперимент, а большие инвестиции в будущее игр, со своей стороны компания осуществляет большие финансовые вливания в развитие Morpheus.
В сентябре 2017 года стало известно, что новое поколение PlayStation VR получит поддержку технологии HDR.

## Технические характеристики
Шлем предназначен для работы с приставкой PlayStation 4, Playstation 4 slim, Playstation 4 Pro и работает в связке с PlayStation Camera, DualShock 4 и PS Move.
Обладает 1080p OLED дисплеем, углом обзора 90+ и возможностью симуляции до 60 виртуальных источников звука. В шлеме будет реализована поддержка как проводных, так и беспроводных гарнитур/наушников.
Dev Kit проекта в текущей версии был проводным, но создатели искали способы сделать его беспроводным. Вышедшая Playstation VR может подключаться только по проводам через специальный процессорный модуль служащий для обработки звука, изображения а также включение «зеркального режима».. Dev Kit шлема Распространяется только среди разработчиков для PlayStation 4, разработчикам под другие платформы Dev Kit недоступен.

## Реакция

### Продажи
По состоянию на 19 февраля 2017 года, было продано 915,000 единиц PlayStation VR. Эндрю Хаус, президент и глобальный исполнительный директор Sony Interactive Entertainment, заявил что PlayStation VR продается лучше, чем надеялась компания.